# 休肝日
休肝日（きゅうかんび）とは、日常的に酒を飲んでいる者が、自身の肝臓を休ませ、もって健康促進を目的として設ける、酒を全く飲まない日を指す言葉である。

## 概要
新潟大学名誉教授で、肝臓病の権威であった市田文弘が、1975年頃から「休刊日」や「休館日」をもじって作った造語である。
休肝日の設定により、アルコールを摂取する総量を抑えるとともに、肝機能が回復するための時間を確保する役割があるとされる。また総体的な飲酒量が減るため、肝不全が予防できる可能性はある。肝障害の進展を抑える科学的根拠はないとされる一方、アルコール依存症の顕在化には役立つとされる。
酒を多く飲めば肝臓に多くの負担をかけることになり、その結果脂肪肝や肝炎、肝硬変になるリスクが高まる。そうなると食欲不振、疲労感、倦怠感、肝臓が異常に大きくなったりする。
酒を飲むことにより心筋梗塞を予防することができるといわれているが、それは休肝日を設けるなどして適度に飲んでいるからである。良質なタンパク質、ビタミンの豊富な食物と共に、一日に日本酒であれば1、2合程度の飲酒量で週に2日連続の休肝日を設けることが、肝臓にあまり負担をかけず望ましいとされている。